# Helmbrechts
Helmbrechts je město v německé spolkové zemi Bavorsko, v zemském okrese Hof. Leží u spolkové silnice A9 mezi Kulmbachem a Hofem. Je třetím největším městem v okrese (po Münchbergu a Rehau).

## Geografie

### Místní části
Obec je oficiálně rozdělena na čtyřicetjedna částí: Absang, Almbranz, Altsuttenbach, Bärenbrunn, Baiergrün, Bischofsmühle, Buckenreuth, Bühl, Burkersreuth, Dreschersreuth, Edlendorf, Einzigenhöfen, Enchenreuth, Geigersmühle, Gösmes, Günthersdorf, Hampelhof, Helmbrechts, Hohberg, Hopfenmühle, Jägersruh, Kleinschwarzenbach, Kollerhammer, Kriegsreuth, Lehsten, Oberbrumberg, Oberweißenbach, Ochsenbrunn, Ort, Ottengrün, Ottengrünereinzel, Rappetenreuth, Rauhenberg, Schlegelmühle, Stechera, Suttenbach, Taubaldsmühle, Unterbrumberg, Unterweißenbach, Wüstenselbitz a Zimmermühle.

## Historie
První písemná zmínka osídlení pochází z roku 1232. V roce 1422 byla obci udělena městská práva. Dokument byl ztracen za husitských válek a práva byla obnovována v letech 1449, 1639 a 1755. 1445 zasáhl město mor. Důl St. Johann pod Kirchbergem byl otevřen v roce 1490. Není známo co a jak dlouho bylo těženo - existuje však řada legend. V roce 1810 město připadlo Bavorsku.
V roce 1944 byl na území obce zřízen koncentrační tábor pro ženy. 13. dubna 1945 odtud vyšel pochod smrti, který skončil ve Volarech. Při cestě zemřelo asi 200 žen.
Až do reformy 1. července 1972 spadal Helmbrechts pod zemský okres Münchberg. Po reformě byla k němu připojena řada obcí.

## Památky
- Hornofrancké textilní muzeum
- kostel sv. Jana z 19. století

## Průmysl
Ve městě má dlouhou tradici textilní průmysl.

## Osobnosti obce
- Christian Nützel (1881–1942), učitel
- August Greim (1895–1975), politik (NSDAP)
- Ernst Heimeran (1902–1955), spisovatel a překladatel
- Otto Knopf (1926–2005), básník a spisovatel